# Mo (serial)
Mo (stilizat cu majuscule) este un serial de televiziune american de comedie-dramă care a avut premiera pe 24 august 2022 pe Netflix. Personajul principal este Mo Amer. Serialul este vag bazat pe viața lui Amer ca descendent al unui refugiat palestinian care trăiește în Houston, Texas. Este co-creat de Ramy Youssef și îi are în distribuție și pe Farah Bsieso, Teresa Ruiz și Tobe Nwigwe.
În ianuarie 2023, Netflix a reînnoit serialul pentru un al doilea și ultimul sezon, care a avut premiera pe 30 ianuarie 2025. Sezonul 2 din Mo a fost lansat cu „apreciere generală”, fiind una dintre „cele mai apreciate comedii de pe Netflix” și a fost numit „Essential Viewing” de către Mashable. Ambele sezoane ale serialului au un scor de 100% din partea criticilor pe Rotten Tomatoes.

## Rezumat
Mo urmărește povestea unui descendent al unui refugiat palestinian care locuiește în Houston, Texas, și care solicită în prezent azil și cetățenie în Statele Unite.

## Distribuție și personaje

### Personaje principale
- Mo Amer – Mohammed „Mo” Najjar, protagonistul
  - Ahmad Rajeh – tânărul Mohammed „Mo” Najjar' (sezonul 1)
- Teresa Ruiz – Maria, iubita lui Mo
- Farah Bsieso – Yusra Najjar, mama lui Mo
- Tobe Nwigwe – Nick, prietenul din copilărie al lui Mo
- Moayad Alnefaie – Hameed, prietenul lui Mo
  - Michael Y. Kim – Chien, tatuatorul și dealerul slab al lui Mo (sezonul 1)
- Lee Eddy – Lizzie Horowitz, avocata de imigrare a familiei Najjar
- Cherien Dabis – Nadia Robinson (născută Najjar), sora lui Mo
- Mariah Albishah – tânăra Nadia Najjar (sezonul 1)
- Omar Elba – Sameer Najjar, fratele lui Mo

### Personaje secundare
- Paul Wall – un agent de securitate într-o sală de judecată[8]
- Bun B – un preot catolic care ascultă spovedania lui Mo[9]
- Bassem Youssef – Abood Rahman, proprietarul magazinului mobil
- Matt Rife – un angajat de la ghișeul ambasadei în costum de afaceri
- Simon Rex – Guy, iubitul Mariei și rivalul lui Mo
- Macon Blair – Jack
- Johanna Braddy – Austin
- Solvan Naim – Malone, agent ICE
- Liza Koshy – Talia
- Slim Thug – client fals de geantă
- Ralph Barbosa – alt vânzător ambulant mexican

## Răspuns critic
Începând cu februarie 2025, primul sezon al serialului Mo are un rating de 100%, iar al doilea sezon are un rating de 95% pe Rotten Tomatoes.
Serialul a fost aclamat de critici pentru că a fost unul dintre primele seriale de televiziune americane majore care a prezentat un refugiat palestino-american ca protagonist, precum și pentru că a evidențiat diversitatea etnică tot mai mare din Houston.

## Premii
- Premiile Gotham - 2022
  - Categorie: Serial revoluționar (sub 40 de minute)
- Premiile Peabody - 2022
  - Categorie: Divertisment
- Premiile Independent Spirit - 2023
  - Categorie: Cea mai bună interpretare principală într-o nouă serie cu scenariu

## Episoade și sezoane

### Episoade
- Sezonul 1 a avut 8 episoade cu următoarele titluri:
  - Hamoodi
  - Yamo'
  - Remorse
  - Moola
  - Tombstone
  - Holy Matrimony
  - Testimony
  - Vamos

- Sezonul 2 a avut 8 episoade cu următoarele titluri:
  - Oso Palestino (the Palestinian Bear)
  - Gone Fishing
  - Yes Chef, No Chef
  - Hit the Road Jack
  - Thank You Jesus
  - Field of Dreams
  - A Call from God

De-a lungul celor două sezoane ale serialului, au fost 16 episoade.

### Sezoane
Serialul a avut două sezoane, având fiecare câte opt episoade. Primul sezon, care a dat debutul serialului a fost la 24 august 2022. Al doilea sezon a fost programat și difuzat, exclusiv pe Netflix, la 30 ianuarie 2025.